# Jezioro Ancylusowe

Jezioro Ancylusowe 7500 lat p.n.e. Białe plamy to pozostałości po lądolodzie skandynawskim.

Jezioro Ancylusowe – jedno ze stadiów rozwoju Morza Bałtyckiego. Nazwa od ślimaka Ancylus.
Jezioro miało charakter słodkowodny. Istniało od ok. 7900 p.n.e. do 6800 p.n.e. Powstało dzięki podnoszeniu się Fennoskandii po ustąpieniu zlodowacenia.